# Caberea ligata
Caberea ligata är en mossdjursart som beskrevs av Jullien 1882. Caberea ligata ingår i släktet Caberea och familjen Candidae. Inga underarter finns listade i Catalogue of Life.